# Лунд, Эрик
Эрик Лунд (англ. и норв. Erik Lund, родился 3 июля 1979 года в Фредрикстаде) — норвежский и английский регбист, выступавший на позиции замка; в настоящее время программист и предприниматель. Известен по играм за английский «Лидс Карнеги», где он был капитаном, и за французский «Биарриц Олимпик», где выступал его младший брат Магнус.

## Биография
Уроженец Фредрикстада, сын известного баскетболиста и игрока национальной сборной Мортена Лунда. Мать — Эна. С семьёй переехал в возрасте полугода в Манчестер, где родился его брат Магнус и где завершал свою игровую карьеру Мортен.
Эрик Лунд окончил Ньюкаслский университет по специальности «программирование», однако, в отличие от своего брата, только в возрасте 28 лет стал профессиональным игроком. В университете он в течение трёх лет играл за команды «Джесмонд Джагуарс» и «Медикалс». На любительском уровне играл за чеширский клуб «Уиннингтон Парк», затем стал играть за команды разных дивизионов, дойдя до выступлений за «Ротерем Тайтнз», 2-го места в Чемпионшипе в сезоне 2006/2007 и перехода в «Лидс Карнеги».
В составе «Лидса» играл в сезоне АПЛ 2007/2008, по итогам которого «Карнеги» опять вылетели в Чемпионшип, но вернулись через сезон. В сезоне 2009/2010 сыграл 23 матча за «Лидс» и 73 игры с момента своего перехода туда. В июне 2011 года он был приглашён в звёздный клуб «Барбарианс» для игры против Уэльса в Кардиффе. В ноябре 2012 года в составе «Барбарианс Франсез» сыграл против Японии на «Стад Осеан» в Гавре (победа 65:41).
За сборную Норвегии провёл 89 игр и набрал 15 очков, был её капитаном. Завершил игровую карьеру в 2016 году, в настоящее время он работает в компании, которая производит оборудование для GPS-трекеров, измеряющих игровые параметры регбистов.

## Стиль игры
Обладал огромным физическим потенциалом; большую часть его возможностей как замка раскрыл Андре Бестер, главный тренер «Ротерем Тайтнз», что позже помогло Лунду перейти в ряды «Лидс Карнеги».